# Bastardiopsis yaracuyensis
Bastardiopsis yaracuyensis är en malvaväxtart som först beskrevs av Paul Arnold Fryxell, och fick sitt nu gällande namn av Laurence J. Dorr. Bastardiopsis yaracuyensis ingår i släktet Bastardiopsis och familjen malvaväxter. Inga underarter finns listade i Catalogue of Life.